# Paula Renzler
Paula Renzler (* 2004 in Bruneck/Südtirol) ist eine italienische Schauspielerin und Sängerin.

## Leben
Als Kind erhielt Paula Renzler Musikunterricht an der Musikschule Bruneck und lernte dort das Klavierspiel. Mit neun Jahren nahm sie an der TV-Show The Voice Kids teil und besuchte Theaterworkshops am Stadttheater Bruneck, wo sie in kleineren Rollen an Theaterproduktionen mitwirkte. Bekannt wurde sie 2019 in der Hauptrolle der Marie im Film Die drei !!!. Paula Renzler ist die Tochter des Blues-Gitarristen Hubert Dorigatti.

## Filmografie
- 2017: Der Mann aus dem Eis
- 2019: Die drei !!!